# 주읍산
주읍산(主邑山)은 대한민국 경기도 양평군에 있는 산이다. 높이는 583m이고 양평읍, 개군면, 지평면에 걸쳐 있다. 원래 이름은 추읍산(趨揖山)이었는데 일제강점기가 되자 주읍산으로 바뀌었다.
양평군 개군면 내리와 주읍리 일대의 산기슭에는 산수유 나무가 군락을 이루고 있어서 매년 4월 초면 산수유축제가 열린다.

## 등산 코스
- 제1코스 : 두레마을 - 산림욕장 - 주읍산 (1시간 30분)
- 제2코스 : 삼성리 - 질마재(약수터) - 주읍산 (1시간 30분)
- 제3코스 : 내리 - 재실 - 산림욕장 - 주읍산 (1시간 30분)
- 제4코스 : 주읍리 - 주읍산 (1시간 30분)

## 같이 보기
- 한국의 산